# Schwerin (Brandeburgo)
Schwerin è un comune di 929 abitanti del Brandeburgo, in Germania.

Appartiene al circondario di Dahme-Spreewald ed è parte dell'Amt Schenkenländchen.